# Moře Laptěvů
Moře Laptěvů je okrajové moře Severního ledového oceánu. Nachází se nad severním pobřežím Sibiře, poloostrovem Tajmyr a ostrovy Severní země na západě a Novosibiřskými ostrovy na východě. Moře bylo pojmenováno na počest ruských polárních badatelů, bratranců Dmitrije Jakovleviče Laptěva a Charitona Prokofjeviče Laptěva.
Moře má drsné klima s teplotami pod 0 °C po dobu delší než devět měsíců v roce, nízkou slanost, jen málo flóry a fauny a nízkou pobřežní populaci. Většinu roku, s výjimkou srpna a září, je pod ledem.
V Moři Laptěvů je několik desítek ostrovů, z nich mnohé obsahují zachovalé pozůstatky mamutů.
Mezi hlavní lidské činnosti v Moři Laptěvů patří těžba a plavba po severní mořské cestě. Rybolov a lov zde není komerčně důležitý. Největším sídlem a přístavem na pobřeží je Tiksi.

## Etymologie
Na prvních mapách v 16. století je moře pojmenované jako Tatarské moře nebo Lenské moře. V 18. a 19. století se na mapách objevuje jako Sibiřské nebo Arktické moře. V roce 1883 pojmenoval polární průzkumník Fridtjof Nansen moře podle švédsko-finského cestovatele Adolfa Nordenskjölda – Nordenskjöldovo moře.
V roce 1906 poručík Alexandr Kolčak napsal studii Led Karského a Sibiřského moře, kde diskutoval o názvu Sibiřského moře, zpochybnil užívání jména Nordenskjöldovo moře s tím, že před Nordenskjöldem se po moři plavil poručík Vasilij Prončiščev a poručík Chariton Laptěv. 
V roce 1913 na návrh oceánografa Julija Šokalského schválila Ruská geografická společnost současný název – na počest bratranců Dmitrije a Charitona Laptěvů. Oficiálně to bylo ale potvrzeno až rozhodnutím ústředního výkonného výboru SSSR ze dne 27. června 1935.

## Geografická charakteristika

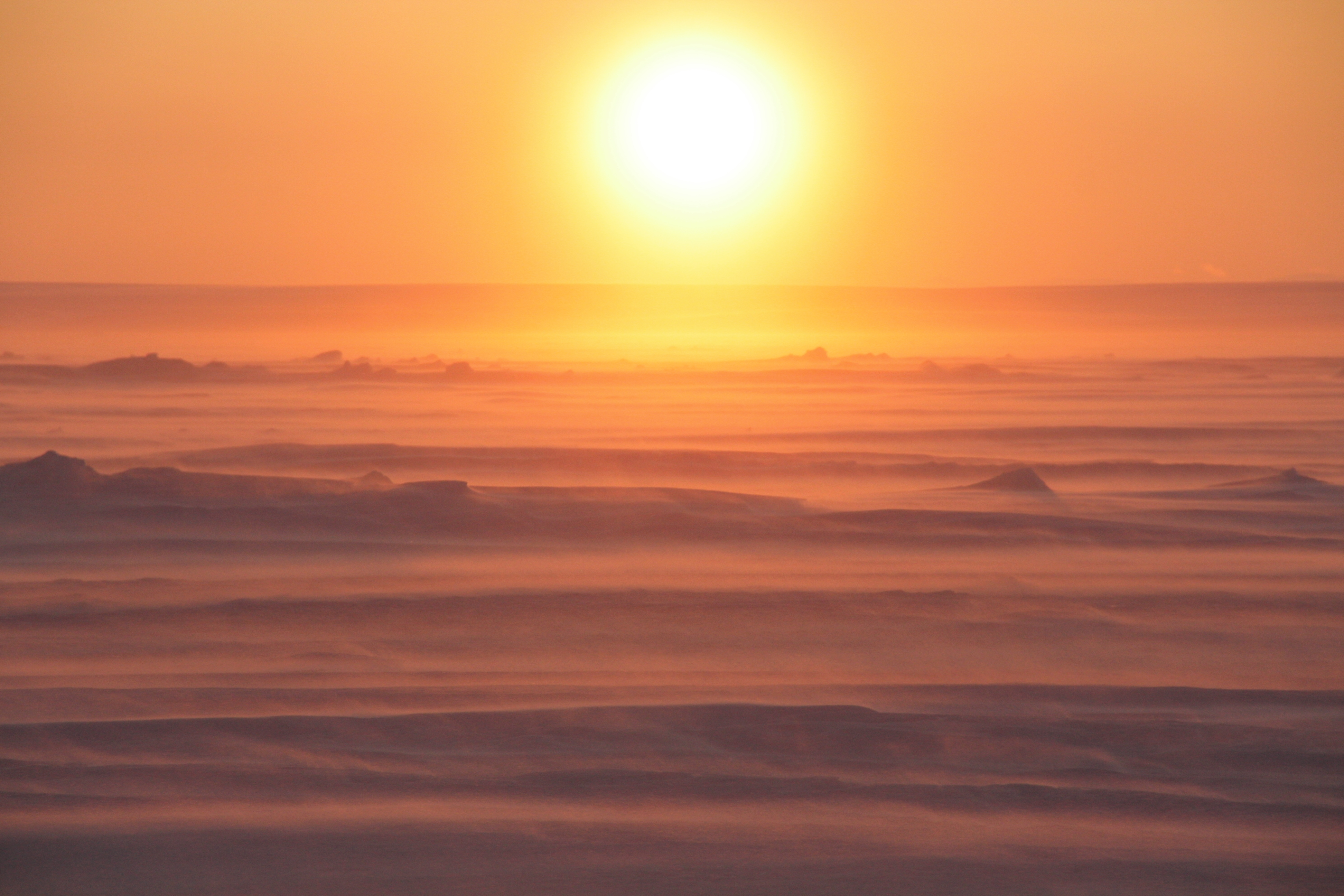
Moře Laptěvů. Západ slunce.

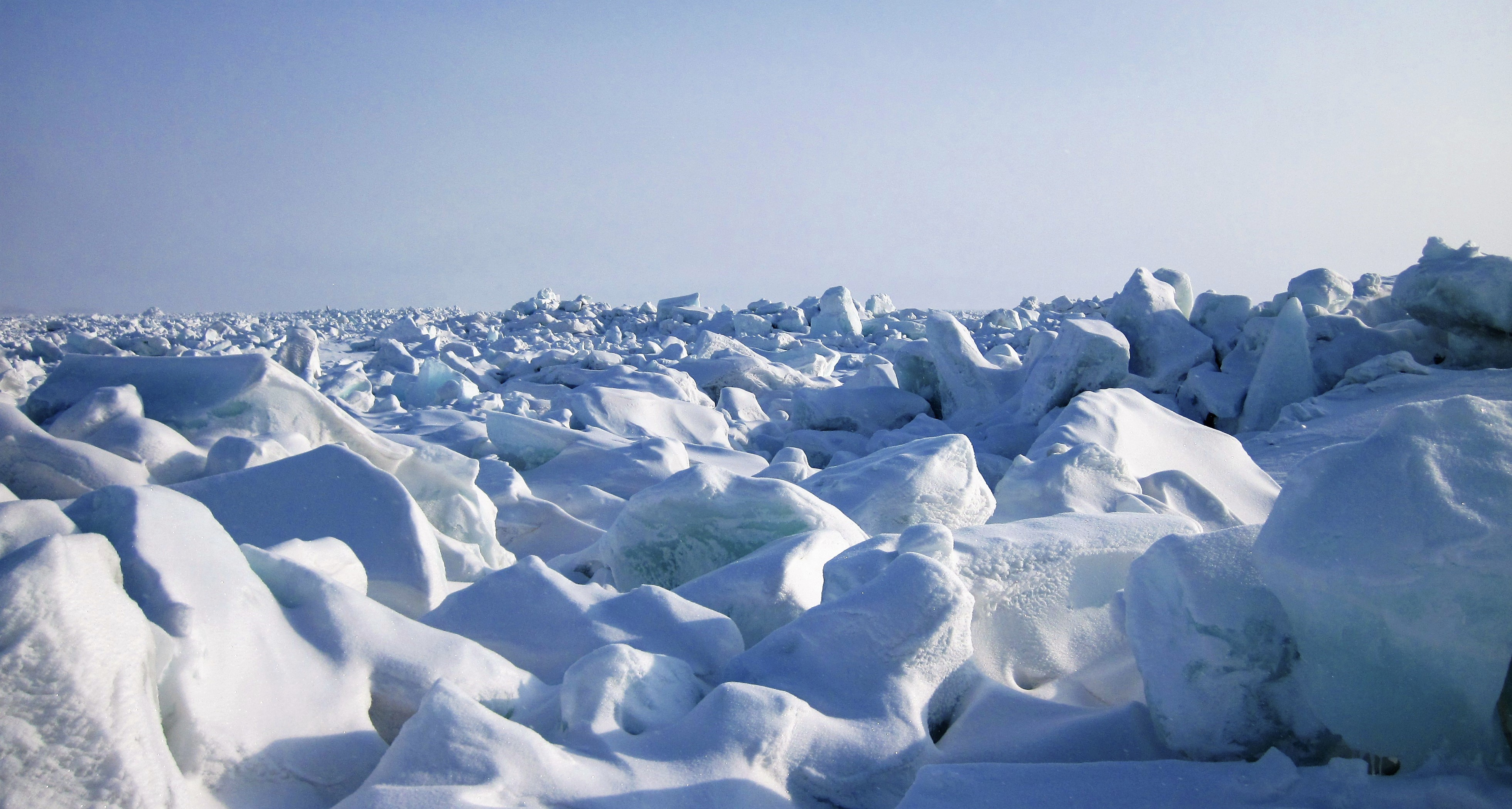
Moře Laptěvů. Led.

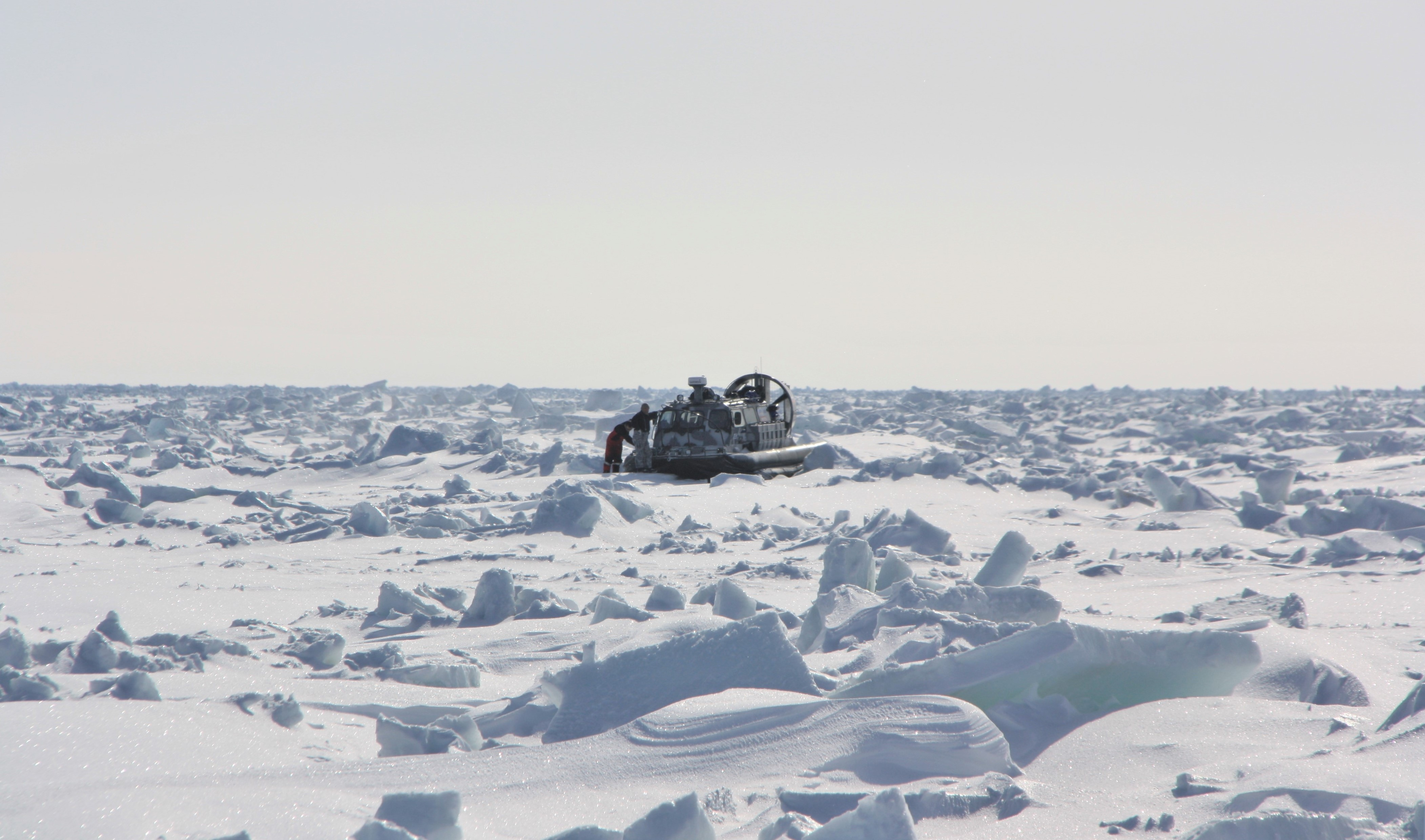
Vznášedlo Hivus-10 na moři Laptěvů

Rozloha je asi 670 000 km²; průměrná hloubka 519 m; objem vody přibližně 338 000 km³; maximální hloubka 3347 m (příkop Sadko).
Z pohledu fyzického zeměpisu není moře Laptěvů moře, ale jen záliv Severního ledového oceánu. Severní hranice moře jsou proto pouze věcí dohody. Usnesením vlády SSSR byl severní hranicí stanoven oblouk velké kružnice, který spojuje Molotovův mys (severní mys Severní země) s průsečníkem poledníku severního mysu ostrova Kotelný a okraje pobřežní mělčiny.

## Klimatické podmínky
Moře se nachází v oblasti s velkými klimatickými extrémy. Průměrná teplota v únoru je zde −25 °C, extrém může činit až −55 °C. Moře bývá zamrzlé od září do dubna. Průměrná teplota v červenci je +4 °C, výjimečně může dosáhnout i 30 °C. Podél pobřeží se v létě obvykle led nevyskytuje, na severu jsou časté plovoucí kry.

## Flóra a fauna
Kvůli drsnému arktickému podnebí je zde flóra i fauna velmi vzácná. Hlavní mořskou vegetaci představují rozsivky, kterých je zde více než 100 druhů. Celková koncentrace fytoplanktonu je 0,2 mg/l. V moři je také asi 30 druhů zooplanktonu s celkovou koncentrací 0,467 mg/l. Pobřežní flóra se skládá především z mechů, lišejníků a několika kvetoucích rostlin, včetně arktického máku Papaver polare, lomikamenů (Saxifraga), chudin (Draba) a vrby polární (Salix polaris). Cévnaté rostliny jsou zde velmi vzácné, zastoupeny jsou zde hlavně rožcem (Cerastium).
V moři bylo zaznamenáno 39 druhů ryb, zejména lipan severní (Thymallus arcticus), síh, mřenka, omul. Mezi významné savce patří mrož, lední medvěd, tuleň vousatý, tuleň kroužkovaný, tuleň grónský, lumík velký (Dicrostonyx torquatus), polární liška,  sob polární, vlk obecný, hranostaj nebo zajíc polární. Při pobřeží se často objevuje také běluha, která zde migruje. Mroži v Moři Laptěvů jsou někdy klasifikováni jako samostatný poddruh Odebenus rosmarus laptevi, ale tato otázka zůstává kontroverzní.
Žije zde několik desítek druhů ptáků. Někteří z nich jsou stálí a žijí zde trvale, například sněhule severní, jespák mořský, sovice sněžná a berneška tmavá. Jiní ptáci přelétají po arktických oblastech nebo migrují z jihu a vytváří velké ptačí kolonie na ostrovech a na pobřeží. Mezi tyto stěhovavé ptáky patří zejména alka malá, racek tříprstý, alkoun obecný, racek sněžní, rybák dlouhoocasý a bělokur rousný.
V roce 1985 byla v ústí řeky Leny vytvořena Státní přírodní rezervace Ústí Leny. V roce 1993 byla rezervace rozšířena o všechny Novosibiřské ostrovy. Rezervace se rozkládá na 14 330 km². V rezervaci žije 32 druhů ryb, 109 druhů ptáků, 33 druhů savců a roste tam 402 druhů cévnatých rostlin.